# Chaenorhinum minus
Chaenorhinum minus là một loài thực vật có hoa trong họ Mã đề. Loài này được Carl Linnaeus mô tả khoa học đầu tiên năm 1753 dưới danh pháp Antirrhinum minus. Năm 1870 Johan Martin Christian Lange chuyển nó sang chi Chaenorhinum.

## Phân bố
Loài này phổ biến rộng tại châu Âu (gồm cả đảo Anh cũng như phần thuộc châu Âu của Nga, nhưng không là bản địa tại Thụy Sĩ, Hungary, Cộng hòa Séc và Slovakia), Thổ Nhĩ Kỳ, Trung Đông và Bắc Phi (Maroc, Algérie). Hiện tại đã du nhập vào Bắc Mỹ, Cộng hòa Séc, Slovakia, bắc Kavkaz, Altai, Viễn Đông Nga và Kazakhstan.

## Phân loài
- C. minus subsp. anatolicum P.H.Davis, 1978 (đồng nghĩa: C. klokovii Kotov, 1954, Microrrhinum klokovii (Kotov) Speta, 1980): Iraq, Liban, Syria, Nga phần đông nam Âu, Transkavkaz, Thổ Nhĩ Kỳ, Ukraina.[3]
- C. minus subsp. idaeum (Rech.f.) R.Fern., 1971 (đồng nghĩa: C. idaeum Rech.f., 1943, Microrrhinum idaeum (Rech.f.) Speta, 1977): Đảo Crete.[4]
- C. minus subsp. pseudorubrifolium Gamisans, 1992: Đảo Corse.[5]

## Hình ảnh

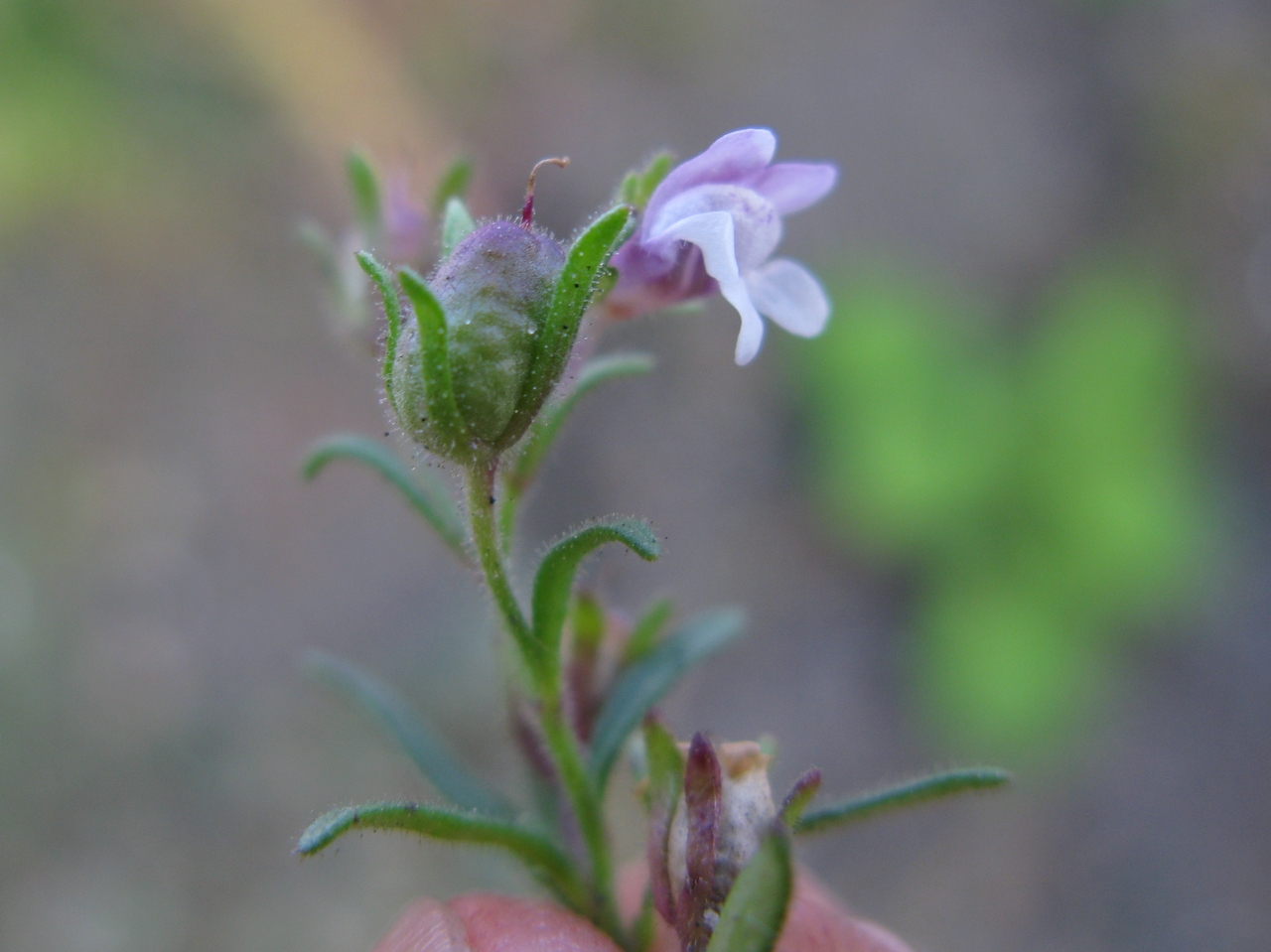
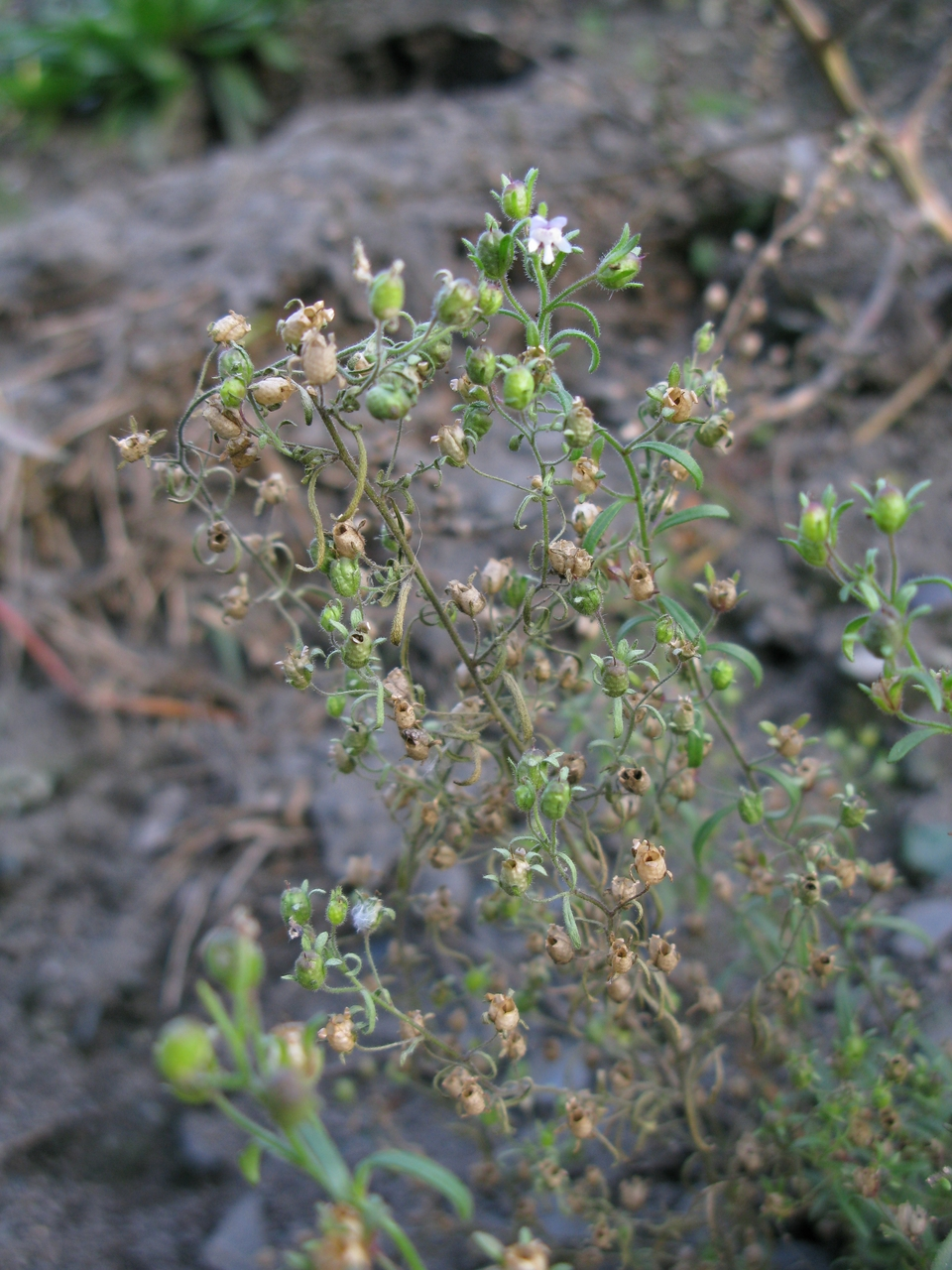
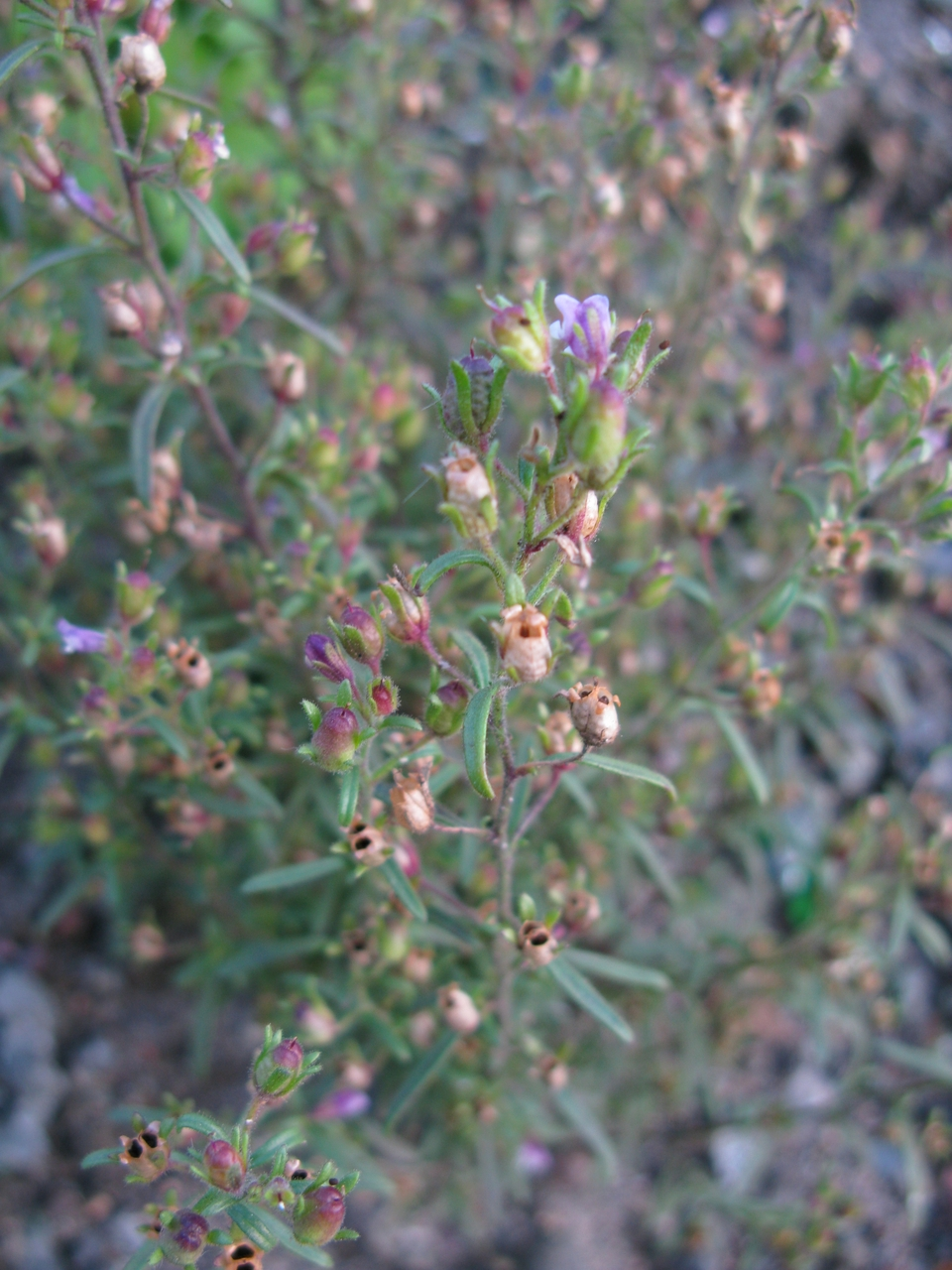
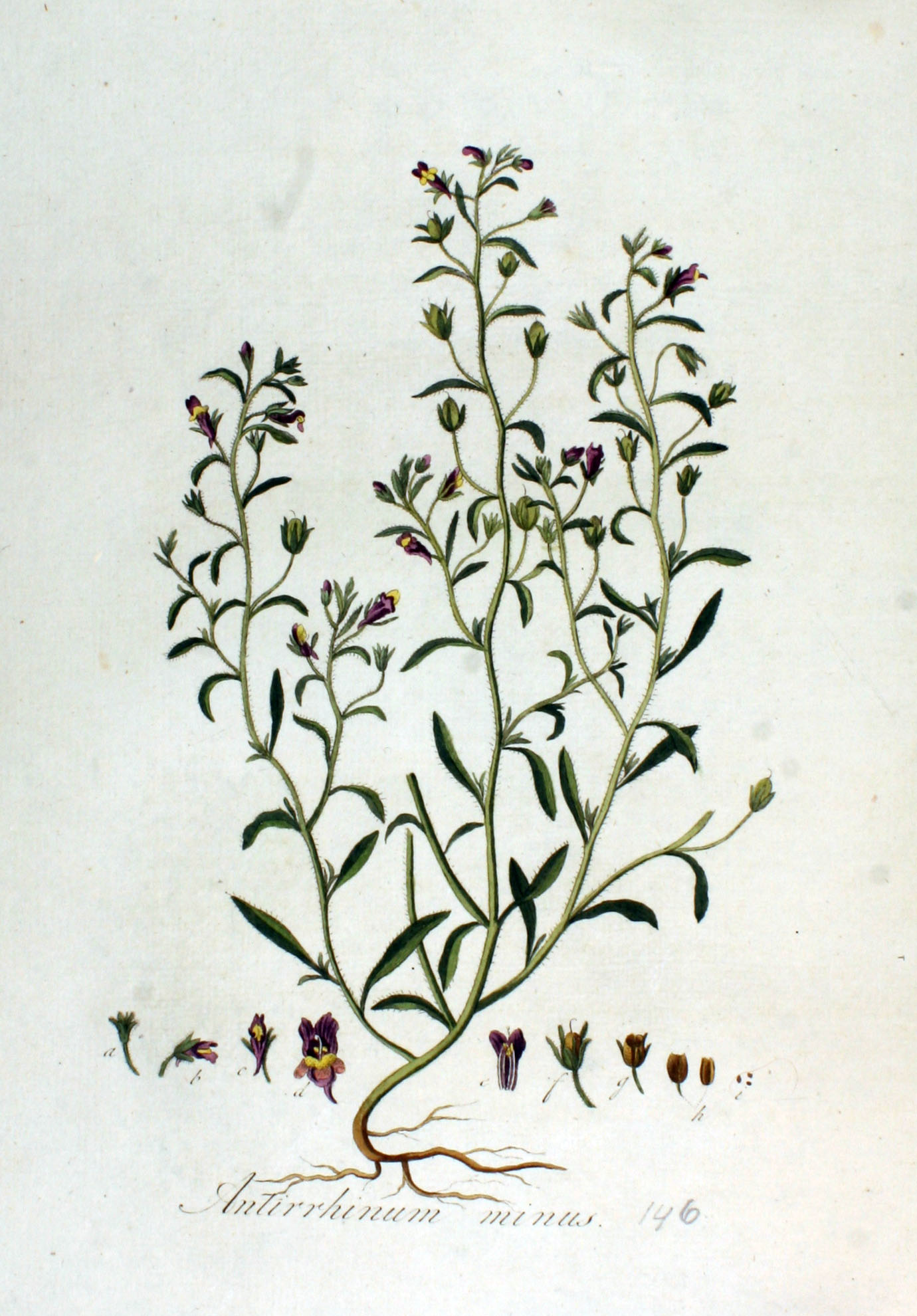